# Винка
Винка (Vinca) или Зимзелен са род цъфтящи растения от семейство Олеандрови (Apocynaceae), местни за Европа, северозападна Африка и югозападна Азия.
Два от видовете, голяма и малка винка, са широко отглеждани като цъфтящи вечнозелени декоративни растения. Тъй като растенията са ниски и се разпространяват бързо, те често се използват при озеленяване на градини. Въпреки това, в някои региони, където са пренесени те могат да бъдат доста агресивни и да доведат до задушаване на местните растителни видове. Засегнатите райони включват части от Австралия, Нова Зеландия, Канада и Съединените щати, особено крайбрежията на Калифорния.

## Описание
Винка са полухрастови или тревисти растения с тънки стебла, достигащи на дължина до 1 – 2 метра, но не нарастват повече от 20 – 70 cm над земята. Стеблата им са често вкоренени, което позволява на растението да се разпространява на широко. Листата са яйцевидни с дължина от 1 до 9 cm, и ширина от 0,5 до 6 cm.
Цветовете са с ширина от 2,5 до 7 cm, и имат пет обикновено виолетови (по-рядко бели) венчелистчета, съединени в основата си.

## Медицинска употреба
Има най-малко 86 алкалоида, извлечени от растения от рода Винка.
Винкристинът, извлечен от Vinca rosea, се използва за лечение на някои левкемии, лимфоми, детски ракови заболявания, няколко други видове рак, както и някои неракови заболявания.
Винбластинът е химичен аналог на винкристина и също така се използва за лечение на различни форми на рак.

## Видове
Род Винка
- Вид Vinca difformis Pourr., (1788) – Азорските острови
- Вид Vinca erecta Regel & Schmalh., (1879) – Афганистан, Киргизстан, Таджикистан и Узбекистан
- Вид Тревиста винка[14] (Vinca herbacea) Waldst. & Kit., (1799) – Европа и Близкия Изток
- Вид Голяма винка (Vinca major) L., (1753) – Европа, Турция, Сирия, Кавказ, Нова Зеландия, Калифорния, Британските острови, Украйна, Северна Африка, Китай, Канарски острови, Мадейра, Мексико, Колумбия, Венецуела, Коста Рика и Гватемала
- Вид Малка винка[14] (Vinca minor) L., (1753) – Европа, Украйна, Кавказ, Британските острови, Скандинавия, Португалия, Турция, Китай, Вирджиния и Нова Зеландия
- Вид Vinca soneri Koyuncu, (2012) – Турция

## Други
На зелениката е наречена улица в квартал „Овча купел“ в София (Карта).